# Sacalia quadriocellata
Espèce
Synonymes
- Clemmys bealii quadriocellata Siebenrock, 1903
- Clemmys beali insulensis Adler, 1962
- Sacalia pseudocellata Iverson & McCord, 1992

Statut de conservation UICN

 EN A1d+2d : En danger
Statut CITES
Sacalia quadriocellata est une espèce de tortues de la famille des Geoemydidae.

## Répartition
Cette espèce se rencontre :
- en Chine dans les provinces du Guangdong, du Guangxi et du Hainan ;
- au Laos ;
- au Viêt Nam.

## Publication originale
- Siebenrock, 1903 : Schildkröten des östlichen Hinterindien. Sitzungsberichte der Kaiserlichen Akademie der Wissenschaften in Wien (Mathemathisch-Naturwissenschaftliche Klasse), vol. 112, p. 333–353 (texte intégral).